# Paléocortex
En anatomie des animaux, le paléocortex ou le paléopallium est une région du télencéphale du cerveau des vertébrés. Ce type de tissu cortical se compose de trois lames corticales (couches de péricaryons). En comparaison, le néocortex a six couches et l'archicortex a trois ou quatre couches. Étant donné que le nombre de lames qui composent un type de tissu cortical semble être directement proportionnel à la fois aux capacités que possède ce tissu à traiter l'information et à son âge phylogénétique, le paléocortex est considéré comme un intermédiaire entre l'archicortex (appelé également l'archipallium) et le néocortex (appelé également le néopallium),.

## Description
Le paléocortex et l'archicortex du cortex cérébral constituent ensemble l'allocortex des mammifères ou le cortex hétérogénétique. Sa distinction avec ce qu'on appelle le néocortex, qui constitue la majeure partie du cerveau humain (environ 90 %), est faite à partir du nombre de couches cellulaires que comprend la structure. Le tissu néocortical comprend six couches cellulaires distinctes, que l'on ne voit dans les tissus paléocorticaux ni au stade adulte ni en développement.
Chez l'humain, le paléocortex est exemplifié dans le cortex olfactif. Pour la plupart des vertébrés, le bulbe olfactif est la principale caractéristique du paléocortex, même si la division est pratiquement inutilisée en dehors d'un contexte mammalien.

## Emplacement
Le paléocortex est présent dans le gyrus parahippocampique, le bulbe olfactif, le bulbe olfactif accessoire, le tubercule olfactif, le cortex piriforme, l'aire périamygdalienne, le noyau olfactif antérieur, l'espace perforé antérieur et l'aire prépyriforme.

## Parties du paléocortex
- Le bulbe olfactif
- Le cortex piriforme
- Le noyau olfactif antérieur
- Le pédoncule olfactif
- La commissure antérieure
- L'uncus